# Binder

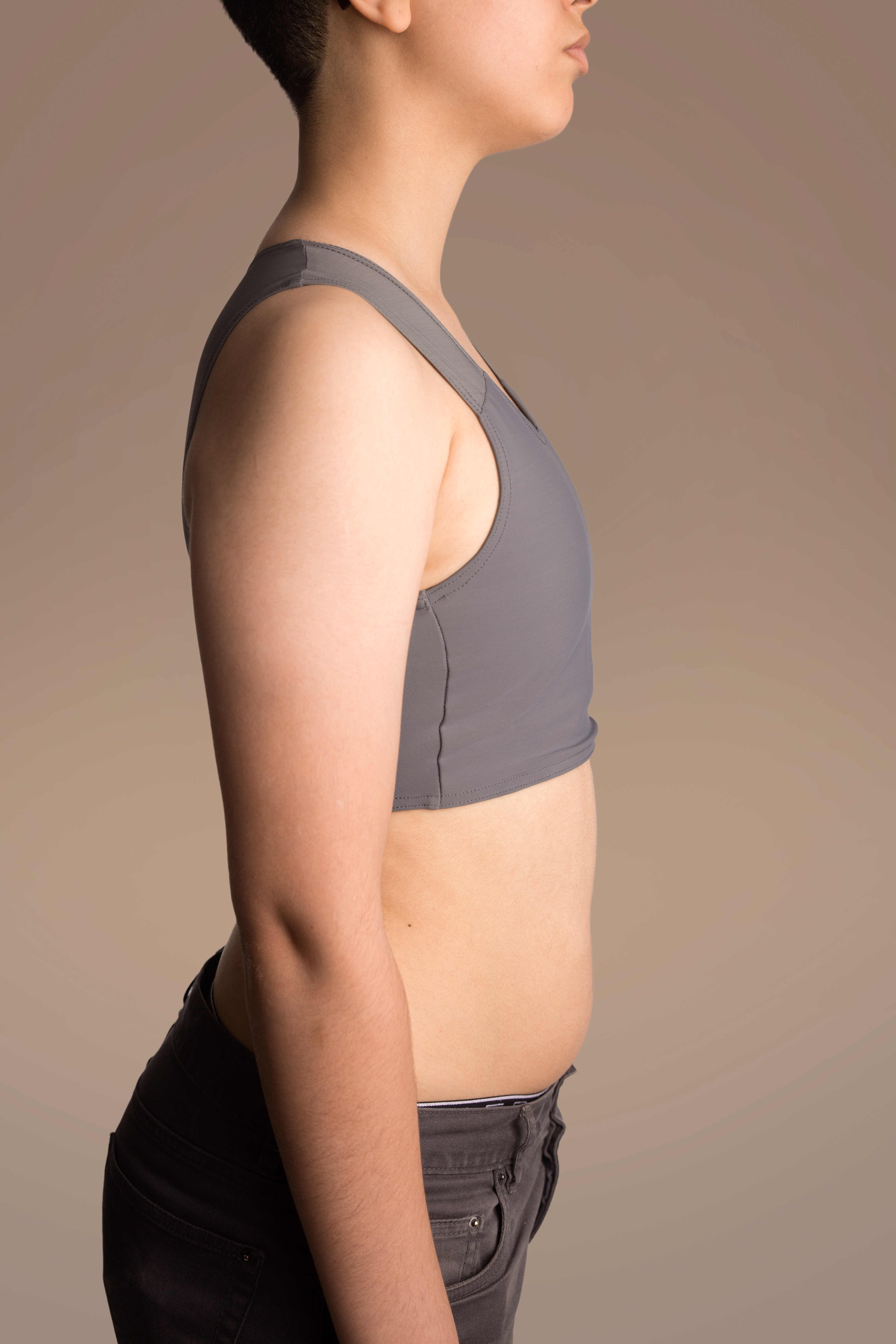
Uma pessoa usando um binder no peito

Binder é uma peça de vestuário que permite a prática da amarração dos seios (em inglês:  breast binding), com o objetivo de comprimir ou achatar os seios utilizando materiais constritivos, como tiras de pano, roupas íntimas construídas especificamente para proporcionar maior conforto, muitas vezes compostas por elastano ou outra fibra sintética e até camisas em camadas de apertadas a soltas.
As pessoas que usam binders incluem homens trans (para criar euforia de gênero ao achatar o peito), indivíduos transmasculinos, pessoas andróginas e não-binárias, crossdressers, cosplayers, transformistas, lésbicas/sáficas butch e performistas drag (como drag kings), dentre outras pessoas não conformes de gênero.
Os binders também podem ser usados como alternativas aos sutiãs ou por razões de vontade própria.

## Motivação
Há muitas razões pelas quais as pessoas amarram seus seios:
- Para uma recuperação acelerada, reduzindo o movimento após uma lesão ou cirurgia.
- Para pessoas transgênero, incluindo pessoas não-binárias, como substituto ou antes da cirurgia de masculinização do tórax.
- Para cosplay, crossplay e outras formas de fantasia.
- Para ocultação de seios ou desenvolvimento mamário.
- Pela beleza e estética.
- Para uma aparência masculina ao se vestir, para ajudar a se passar como homem.
- Para criar euforia de gênero alterando a aparência do peito.
- Para atletismo.
- Supressão da lactação (ablactação).

Alguns adolescentes começam a usar binders quando entram na puberdade. Isso geralmente é feito por motivos de constrangimento (eles não querem que os outros saibam que eles começaram a se desenvolver) ou desejo de ser como eram antes (eles não querem ter seios ainda). Isso tem riscos potenciais, pois o tecido em desenvolvimento pode se adaptar à forma restrita, resultando em deformidade permanente. A vinculação da mama em meninas adolescentes pode ser um sintoma de transtorno dismórfico corporal.
As mulheres que desenvolveram seios maiores em terapia de reposição hormonal ou cirurgia de aumento de mama podem optar por binders.
Homens trans podem amarrar seus seios como alternativa ou enquanto aguardam a cirurgia de mastectomia, a fim de serem reconhecidos como apresentação masculina. A aparência de um peito achatado e masculino pode causar euforia de gênero.
Homens cisgênero também podem encontrar motivos para se vincular se acometidos de ginecomastia como meio de controlar a aparência no local da cirurgia ou durante a espera antes da cirurgia. No entanto, homens cis com ginecomastia geralmente usam sutiãs masculinos.
Mulheres trans, e pessoas altersexo que desenvolveram seios através da hormonoterapia, podem vivenciar disforia de gênero atípica ou fluida e optar por usar binder, como por exemplo aquelas com expressão de gênero butch ou neutra. Outros podem acabar usando binders por motivos de destransição.

## Métodos
Existem roupas íntimas específicas, conhecidas como binders ou sutiãs de ligação (geralmente usando elastano ou outra fibra sintética) e são comumente usados para amarrar os seios. Estes podem ser mais caros do que outras opções e não são amplamente estocados, mas geralmente são considerados menos perigosos do que as alternativas.
Outros materiais comuns de encadernação incluem tiras de pano, ataduras elásticas ou não elásticas e camisas em camadas de apertadas a soltas. A fita adesiva também foi usada, mas é perigosa e deve ser evitada. Bandagens elásticas, como bandagens de ás, também não são seguras de usar. É mais seguro usar um binder de uma empresa respeitável ou um sutiã esportivo de alto impacto.

## Complicações
Para minimizar as complicações, muitas vezes é aconselhável que um dispositivo/método de binding deve estar sempre tão solto quanto possível e não deve ser usado por mais de 8 horas. O binding por longos períodos de tempo pode levar a erupções cutâneas ou infecções fúngicas sob os seios, dor no peito ou nas costas, falta de ar, superaquecimento ou, raramente, costelas fraturadas. Além disso, alguns materiais de binders não convencionais, como fita adesiva ou ataduras atléticas, são conhecidos por aumentar o risco de um indivíduo para resultados negativos de saúde, como falta de ar, danos musculoesqueléticos e danos à pele. A amarração insegura pode levar à deformação permanente das mamas, cicatrizes e constrição pulmonar, e a amarração de longo prazo pode afetar adversamente o resultado de uma futura mastectomia.
Muitos que usam binder para fins de afirmação de gênero não estão dispostos a procurar atendimento médico devido à percepção de falta de conhecimento dos profissionais de saúde e continuam usando binders de qualquer maneira, pois acreditam que os benefícios superam os riscos. Em caso de preocupações com a saúde, eles tendem a procurar ajuda de profissionais de saúde que consideram trans-friendly e que não estigmatizam sua prática vinculante.

## História
O binding tem sido usada em muitos contextos históricos. Usar um espartilho era uma maneira de reduzir o tamanho dos seios. Diferentes períodos de tempo da história tiveram diferentes pontos de vista sobre a forma feminina, incluindo o uso generalizado de espartilhos ao longo da história da Europa Ocidental até a era vitoriana. O dudou [en] chinês e o sarashi japonês achatavam os seios das mulheres. Na década de 1920, as melindrosas amarravam seus peitos para obter uma aparência menos tradicional.